# The Young Turks
The Young Turks (TYT) est un programme diffusé sur Internet en streaming et disponible sur le site de vidéopartage YouTube. C'est un magazine de deux heures (auxquelles s'ajoutent 30 minutes pour les membres contributeurs) sur l'actualité politique des États-Unis d'Amérique. Ses présentateurs possèdent un point de vue libéral (au sens nord-américain du terme, soit progressiste). TYT a été créée par Cenk Uygur (en) en 2002. À l'époque il s'agissait d'une émission de radio diffusée sur Sirius Satellite Radio. Ils sont, à l'heure actuelle, la plus grande émission d'actualités en ligne. Au 12 mars 2016, le nombre de vues sur leur seule chaîne YouTube était de 2 625 701 155. The Young Turks possèdent également ou sont affiliés à de nombreuses autres émissions sur YouTube réunies sous le nom de TYT Network.

Logo de The Young Turks.

De 2011 à 2013, une autre émission, appelée The Young Turks with Cenk Uygur, a été diffusée par  Current TV. Après le rachat par Al Jazeera America de la chaîne, l'émission a été arrêtée.

## Historique
Le fondateur Cenk Uygur a commencé son émission par un talk-show du nom de The Young Turks dans la continuité d'un programme qu'il avait monté précédemment avec l'aide de son ami Ben Mankiewicz et son ami d'enfance Dave Koller ainsi que Jill Pike.
Le nom de l'émission vient de l'expression anglaise « Young Turk » qui signifie un membre d'une institution, mouvement ou parti politique, rebelle ou en faveur de réformes. 
En 2005, l'émission a reçu énormément d'attention pour son émission de 99 heures Live On-Air Filibuster menée au cours de la nomination de Samuel Alito à la Cour suprême des États-Unis.
Il a été annoncé le 20 août 2007 que Mankiewicz quitterait le programme pour une nouvelle émission de télévision sur TMZ. En septembre 2008, Ben Mankiewicz et Ben Lyons ont remplacé Roger Ebert et Richard Roeper comme hôtes de At the Movies sur CNN. À peu près au même moment, Pike a quitté The Young Turks pour poursuivre une carrière à Washington DC, puis la stagiaire Ana Kasparian a été embauchée pour faire des séquences sur la culture populaire.
Pendant les élections présidentielles américaines de 2008, le programme a développé des liens étroits avec Brave New Films, souvent en diffusant leurs bandes-annonces et en mettant en vedette des personnalités comme Robert Greenwald et Jonathan Kim.
Avant de signer avec Air America, l'émission a été diffusée sur Sirius Satellite Radio. L'émission The Young Turks a également été diffusée par KFH (1330 AM/98.7 FM) à Wichita, Kansas de CT 7-21 heures et eu une webdiffusion par RadioPower.org.

## Contenu

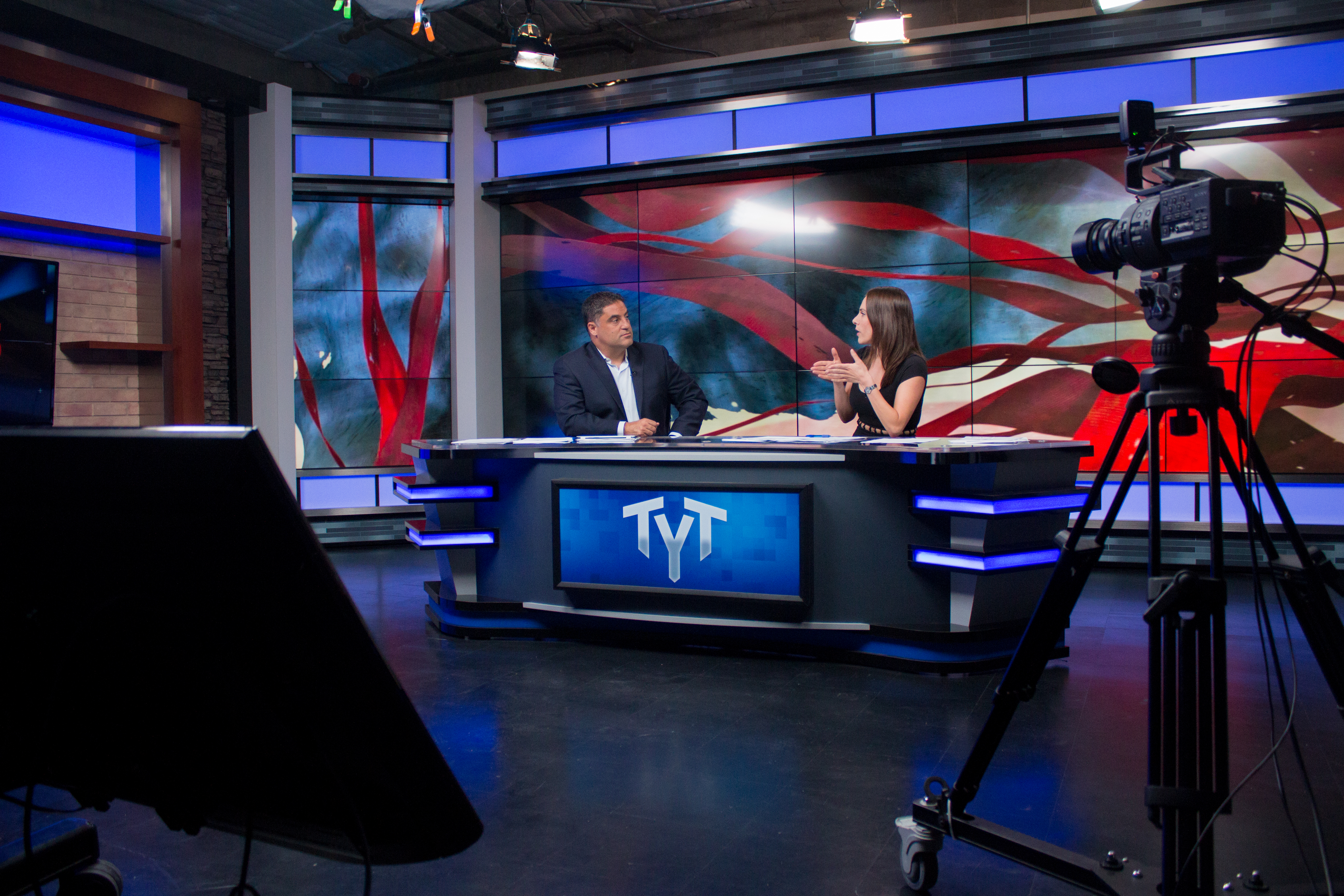
Cenk Uygur et Ana Kasparian animant une émission de The Young Turks.

TYT en lui-même se concentre majoritairement sur la politique aux États-Unis d'Amérique. Des thèmes abordés régulièrement sont l'influence de l'argent en politique, la réglementation des drogues, la sécurité sociale, la privatisation des services publics, le changement climatique, l'influence de la religion et l'avortement.
Politiquement, The Young Turks est progressiste (en anglais, liberal au sens américain du terme),,.
L'émission diffusée dure deux heures tous les jours. La première heure se concentre sur la politique intérieure et extérieure et sur les flash d'actualités spéciaux. Elle est présentée par Ana Kasparian et Cenk Uygur. La deuxième heure apporte un commentaire des problèmes de société, elle couvre un grand nombre de sujets. Le vendredi l'émission accueille différents hôtes du monde politique, journalistique, de la comédie, du sport. Elle est présentée par John Iadarola et Cenk Uygur pendant la première heure et Ana Kasparian pendant la deuxième heure.
D'autres présentateurs remplaçants et invités récurrents sont : Ben Mankiewicz (en), John Iadarola (en), Jimmy Dore (en), Brian Unger (en), Hannah Cranston, Becca Frucht, Brett Erlich (en), Wes Clark Jr, Michael Shure (en), Cara Santa Maria (en), RJ Eskow, Dave Rubin, Gina Grad and Kim Horcher. On retrouve des interactions fréquentes avec certains producteurs, notamment Jesús Godoy, Dave Koller, Jayar Jackson, Steve Oh.
Au printemps 2016, TYT avait plus de 10 000 membres payants. Le revenu en 2013 du site internet était d'environ 3 millions de dollars. Selon Cenk Uygur, « environ un tiers du revenu vient des membres payants et le reste vient des publicités de YouTube ». La compagnie a 30 employés. En 2014, la compagnie a reçu un investissement de 4 millions de dollars de Roemer, Robinson, Melville & Co., LLC, une société de financement par capitaux propres dirigée par l'ancien gouverneur de Louisiane Buddy Roemer.

## TYT Network
Au fur et à mesure des années, The Young Turks a étendu le réseau d'émissions qu'elle propose : celles-ci sont regroupées sous le nom de TYT Network. Chacun a sa propre chaîne YouTube.